# Alexander Mach
Alexander Mach (Slovenský Meder, 11 ottobre 1902 – Bratislava, 15 ottobre 1980) è stato un politico slovacco.

## Biografia e carriera politica

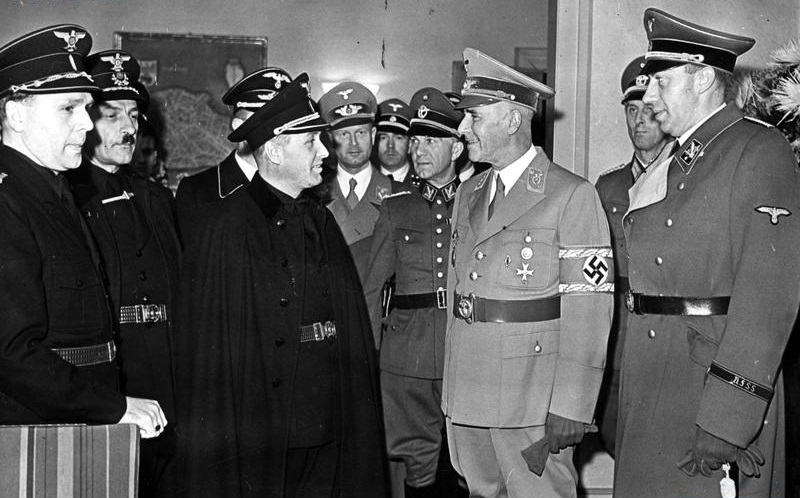
Il ministro degli Interni slovacco Alexander Mach (terzo da sinistra) e il suo omologo tedesco Wilhelm Frick (secondo da destra) nel 1942

Unitosi in giovane età al nazionalista e cattolico Partito Popolare Slovacco (HSLS), fu collaboratore di Vojtech Tuka e, nel 1924, entrò a far parte del comitato direttivo del partito. Già membro di spicco dell'organizzazione squadristica Rodobrana (Difesa patriottica), fu tra i promotori, nel 1938, della Guardia di Hlinka, l'organizzazione paramilitare dell'HSLS di cui assunse in seguito il comando. In seguito allo smembramento della Cecoslovacchia e alla creazione (marzo 1939) della Repubblica Slovacca indipendente (sebbene alleata del Terzo Reich hitleriano) presieduta dal clerico-fascista Jozef Tiso, fu ministro della Propaganda e quindi ministro dell'Interno nel governo di Tuka (incarico che mantenne dal luglio 1940 fino al crollo dello Stato slovacco nel 1944). Insieme a Tuka, Mach rappresentò l'ala più oltranzista, filo-nazista e accesamente antisemita del regime, tanto da scontrarsi sovente con la componente più moderata di Tiso e da collaborare attivamente con i tedeschi nel rastrellamento e nella deportazione degli ebrei slovacchi. 

## Il processo e la condanna
Fuggito dopo il crollo del regime alla fine della seconda guerra mondiale, fu arrestato e processato per collaborazionismo da un tribunale della ricostituita Cecoslovacchia. Condannato a trenta anni di reclusione, fu rilasciato dal carcere nel 1968 e si stabilì a Bratislava, dove trascorse gli ultimi anni della sua vita.
Fu sepolto al cimitero di Slávičie údolie a Bratislava.